# Karta Socjalna Wspólnoty Europejskiej
Karta Socjalna Wspólnoty Europejskiej, Karta podstawowych praw socjalnych pracowników, Wspólnotowa Karta Socjalnych Praw Podstawowych (fr. La Charte communautaire des drois sociaux fondamentaux des travailleurs, niem. Strasbourg Charter) – polityczna deklaracja przywódców państw i rządów Wspólnoty Europejskiej (z wyjątkiem Wielkiej Brytanii), podpisana 9 grudnia 1989 na posiedzeniu w Strasburgu.
Pomysł Wspólnotowej Karty Socjalnej powstał w czasie prezydencji Belgii we Wspólnocie Europejskiej w pierwszej połowie 1987 r. Poprzedziło ja przyjęcie przez Belgię podobnej karty w swoim kraju.
Karta obejmowała dwanaście podstawowych praw:
- Swoboda poruszania się i wyboru miejsca zamieszkania
- Zatrudnienie i wynagrodzenie za pracę
- Poprawa warunków życia i pracy
- Ochrona socjalna
- Swoboda zrzeszania się i negocjowanie umów zbiorowych
- Kształcenie zawodowe
- Równe traktowanie mężczyzn i kobiet
- Informowanie, uwzględnianie opinii pracobiorców i współdziałanie
- Ochrona zdrowia i bezpieczeństwo w pracy
- Ochrona dzieci i młodzieży
- Opieka nad ludźmi starszymi
- Opieka nad niepełnosprawnymi

W latach 1990 i 1991 r. prowadzono dyskusje nad sposobem wprowadzania Karty w życie. Brak zgody Wielkiej Brytanii na włączenie Karty do Traktatu rzymskiego doprowadził do przyjęcia innego rozwiązania. Jej zasady zostały dołączone w Protokole i Porozumieniu w sprawie polityki socjalnej do Traktatu z Maastricht 7 lutego 1992 roku. Karta nie ma jednak mocy wiążącej a zawarte w niej prawa nie podlegają zaskarżeniu. W protokole stwierdzono też, że w wypełnianiu jego założeń nie będzie brała udziału Wielka Brytania i Dania, a uchwały w sprawach regulowanych protokołem będą podejmowane większością głosów.